# Sainte-Marie-aux-Chênes
Sainte-Marie-aux-Chênes és un municipi francès, situat al departament del Mosel·la i a la regió del Gran Est. L'any 2007 tenia 3.589 habitants.

## Demografia

### Població
El 2007 la població de fet de Sainte-Marie-aux-Chênes era de 3.589 persones. Hi havia 1.462 famílies, de les quals 416 eren unipersonals (135 homes vivint sols i 281 dones vivint soles), 440 parelles sense fills, 499 parelles amb fills i 107 famílies monoparentals amb fills.
La població ha evolucionat segons el següent gràfic:
Habitants censats

### Habitatges
El 2007 hi havia 1.571 habitatges, 1.480 eren l'habitatge principal de la família, 9 eren segones residències i 83 estaven desocupats. 1.182 eren cases i 374 eren apartaments. Dels 1.480 habitatges principals, 1.115 estaven ocupats pels seus propietaris, 332 estaven llogats i ocupats pels llogaters i 34 estaven cedits a títol gratuït; 11 tenien una cambra, 110 en tenien dues, 239 en tenien tres, 413 en tenien quatre i 708 en tenien cinc o més. 1.231 habitatges disposaven pel capbaix d'una plaça de pàrquing. A 667 habitatges hi havia un automòbil i a 615 n'hi havia dos o més.

### Piràmide de població
La piràmide de població per edats i sexe el 2009 era:
| Homes | Edats   | Dones |
| ----- | ------- | ----- |
| 0     | 95 o +  | 8     |
| 4     | 90 a 94 | 16    |
| 16    | 85 a 89 | 20    |
| 16    | 80 a 84 | 20    |
| 44    | 75 a 79 | 100   |
| 108   | 70 a 74 | 124   |
| 76    | 65 a 69 | 108   |
| 60    | 60 a 64 | 112   |
| 80    | 55 a 59 | 64    |
| 80    | 50 a 54 | 128   |
| 124   | 45 a 49 | 92    |
| 116   | 40 a 44 | 112   |
| 152   | 35 a 39 | 152   |
| 96    | 30 a 34 | 120   |
| 104   | 25 a 29 | 84    |
| 100   | 20 a 24 | 88    |
| 116   | 15 a 19 | 128   |
| 120   | 10 a 14 | 132   |
| 96    | 5 a 9   | 72    |
| 92    | 0 a 4   | 64    |

## Economia
El 2007 la població en edat de treballar era de 2.322 persones, 1.688 eren actives i 634 eren inactives. De les 1.688 persones actives 1.566 estaven ocupades (840 homes i 726 dones) i 121 estaven aturades (51 homes i 70 dones). De les 634 persones inactives 189 estaven jubilades, 225 estaven estudiant i 220 estaven classificades com a «altres inactius».

### Ingressos
El 2009 a Sainte-Marie-aux-Chênes hi havia 1.474 unitats fiscals que integraven 3.625,5 persones, la mediana anual d'ingressos fiscals per persona era de 18.013 €.

### Activitats econòmiques
Dels 198 establiments que hi havia el 2007, 4 eren d'empreses extractives, 4 d'empreses alimentàries, 4 d'empreses de fabricació de material elèctric, 1 d'una empresa de fabricació d'elements pel transport, 15 d'empreses de fabricació d'altres productes industrials, 28 d'empreses de construcció, 41 d'empreses de comerç i reparació d'automòbils, 12 d'empreses de transport, 9 d'empreses d'hostatgeria i restauració, 11 d'empreses financeres, 14 d'empreses immobiliàries, 19 d'empreses de serveis, 24 d'entitats de l'administració pública i 12 d'empreses classificades com a «altres activitats de serveis».
Dels 54 establiments de servei als particulars que hi havia el 2009, 1 era una oficina de correu, 2 oficines bancàries, 6 tallers de reparació d'automòbils i de material agrícola, 1 establiment de lloguer de cotxes, 1 autoescola, 4 guixaires pintors, 4 fusteries, 9 lampisteries, 1 electricista, 2 empreses de construcció, 6 perruqueries, 1 veterinari, 4 agències de treball temporal, 4 restaurants, 4 agències immobiliàries, 2 tintoreries i 2 salons de bellesa.
Dels 16 establiments comercials que hi havia el 2009, 1 era, 1 un hipermercat, 3 fleques, 1 una peixateria, 4 botigues de roba, 1 una botiga de roba, 1 una botiga d'equipament de la llar, 1 una sabateria, 1 una botiga d'electrodomèstics, 1 una perfumeria i 1 una joieria.
L'any 2000 a Sainte-Marie-aux-Chênes hi havia 4 explotacions agrícoles.

## Equipaments sanitaris i escolars
El 2009 hi havia 1 centre de salut, 1 farmàcia i 1 ambulància.
El 2009 hi havia 1 escola maternal i 2 escoles elementals. Sainte-Marie-aux-Chênes disposava d'un col·legi d'educació secundària amb 528 alumnes.

## Poblacions més properes
El següent diagrama mostra les poblacions més properes.